# La ragazza che ho lasciato
La ragazza che ho lasciato (The Girl He Left Behind) è un film commedia-sentimentale del 1956 diretto da David Butler.

## Trama
Andy Shaeffer è uno studente universitario figlio unico di una famiglia benestante, abituato a vivere nel comfort e a ottenere tutto ciò che desidera, soprattutto grazie alla madre Madeline, che non gli nega nulla. È fidanzato con Susan Daniels, una ragazza indipendente che lavora come telefonista per mantenersi agli studi. I due si definiscono innamorati, ma Susan comincia a dubitare che tra loro ci sia vero amore e non solo una passione superficiale. Inoltre, teme che la loro relazione non possa durare se Andy non inizia ad assumersi le sue responsabilità. Quando Susan decide di allontanarsi da lui, Andy va in crisi, trascura l’università fino quasi a essere espulso, e per questo diventa un candidato ideale per la leva obbligatoria. Viene così arruolato e mandato al campo di addestramento di base a Camp Ord, in California. Qui affronta un ambiente rigido, fatto di disciplina severa e rapporti duri. Fin da subito si dimostra svogliato e determinato a fare solo lo stretto necessario. I suoi superiori e compagni di corso si accorgono presto che la vita agiata a cui è abituato lo ha reso immaturo e impreparato, cosa resa ancora più evidente quando la madre gli fa visita in caserma. Tra le difficoltà di integrazione, il sergente Clyde lo prende di mira e continua a mettergli i bastoni tra le ruote. Durante una licenza, Andy rivede Susan, che prima del servizio militare voleva sposarlo, ma che ora non prova più interesse nei suoi confronti. Tornato alla base, Andy affronta Clyde in una scazzottata, ma viene messo al tappeto. Più tardi confida all’amico Hanson che il sogno di sposare Susan è ormai svanito e ammette di essersi ubriacato per il dolore. Questo momento di crisi segna un punto di svolta: Andy inizia a riflettere sul proprio comportamento e sul suo futuro. Decide di cambiare e comincia a integrarsi nella vita militare con impegno. Qualche mese dopo, è diventato responsabile delle nuove reclute e si dimostra tanto severo quanto lo era stato Clyde con lui, segno che la sua trasformazione in uomo è finalmente compiuta.